# Bring It On Home
«Bring It On Home» — песня, написанная блюзменом Вилли Диксоном и впервые популяризованная Сонни Боем Уильямсоном, чья версия, записанная в 1963 году, вошла в альбом The Real Folk Blues (Chess Records, 1965). В 1969 году «Bring It On Home» была записана британской хард-рок-группой Led Zeppelin и включена в альбом Led Zeppelin II.

## Версия Led Zeppelin
Вступление и финал версии Led Zeppelin были сделаны «под оригинал» Уильямсона, в остальном она считается оригинальной композицией Джимми Пэйджа и Роберта Планта. Но поскольку Диксон не давал официального разрешения на использование фрагментов своего текста, компания Arc Music (издательское крыло Chess Records, где песня впервые была издана в 1965 году) подала на Led Zeppelin в суд за нарушение авторских прав и получила в 1970-х годах компенсацию (дело было улажено вне суда). Сам Диксон получил выплаты лишь после того, как в свою очередь подал в суд на Arc Music, отсудив заодно и права на песню.
В интервью 1977 года Пэйдж говорил: «Боже, в Bring It On Home мы крошечный кусочек взяли из версии Сонни Боя Уильямсона — просто, чтобы ему отдать должное. И вдруг слышим: Да они Bring It On Home украли! Но там только крошечный кусочек, имеющий отношение к его версии, в самом конце!».

### Концертные исполнения
Led Zeppelin часто исполняли песню на концертах. Сначала она завершала концертную программу в ходе британского турне группы турне 1970 года. Одна из версий того времени, исполненная на концерте в лондонском Альберт-холл, вошла в Led Zeppelin DVD. Версия 1972 года была включена в концертный сборник How the West Was Won, на обложке которого она значилась как попурри. Автором «Bring It On Home» был указан Диксон, авторами срединной части, названной «Bring It On Back», — Bonham/Jones/Page/Plant.
Начиная с 1973 года, песня исчезла из концертного репертуара Led Zeppelin, но рифф средней части остался: он служил в качестве вступления к «Black Dog» в ходе американского тура 1973 года, подтверждением чему служит версия, вошедшая в фильм The Song Remains the Same.
«Bring It On Home» была исполнена на концерте-реюнионе на свадьбе Джейсона Бонэма в мае 1990 года.

## Состав участников
- Роберт Плант — вокал, губная гармоника
- Джимми Пэйдж — гитара
- Джон Пол Джонс — бас-гитара
- Джон Бонэм — ударные

## Кавер-версии
- 1969: Bakerloo (Bakerloo)
- 1970: Hawkwind (Hawkwind)
- 1990: Dread Zeppelin (Un-Led-Ed)
- 1995: Michael White & The White (Plays the Music of Led Zeppelin)
- 1995: Black on Blond (Wild Anticipation)
- 1999: Robert Lockwood, Jr. (Whole Lotta Blues: Songs of Led Zeppelin)
- 2006: Stephen Pearcy (Stripped)
- 2007: Studio 99 (Led Zeppelin: A Tribute)